# Elisabetta Guazzaroni
Elisabetta Guazzaroni, née le 30 mai 1971, est une coureuse cycliste italienne des années 1980 et 1990. Elle court sur route et sur piste.

## Palmarès sur piste

### Championnats du monde
- Stuttgart 1991
  - 9e de la course aux points

## Palmarès sur route
- 1987
  -  Médaillée de bronze du championnat du monde sur route juniors
- 1989
  - Gran Premio della Liberazione
- 1990
  - Gran Premio della Liberazione
  - 2e du championnat d'Italie sur route
- 1992
  - 3e de la Settimana Internazionale di Bergamo
  - 3e du Gran Premio della Liberazione

## Résultats sur le Tour d'Italie
- 1989 : 58e
- 1993 : 62e